# Đình Bảng
Đình Bảng là một phường thuộc thành phố Từ Sơn, tỉnh Bắc Ninh, Việt Nam.

## Địa lý

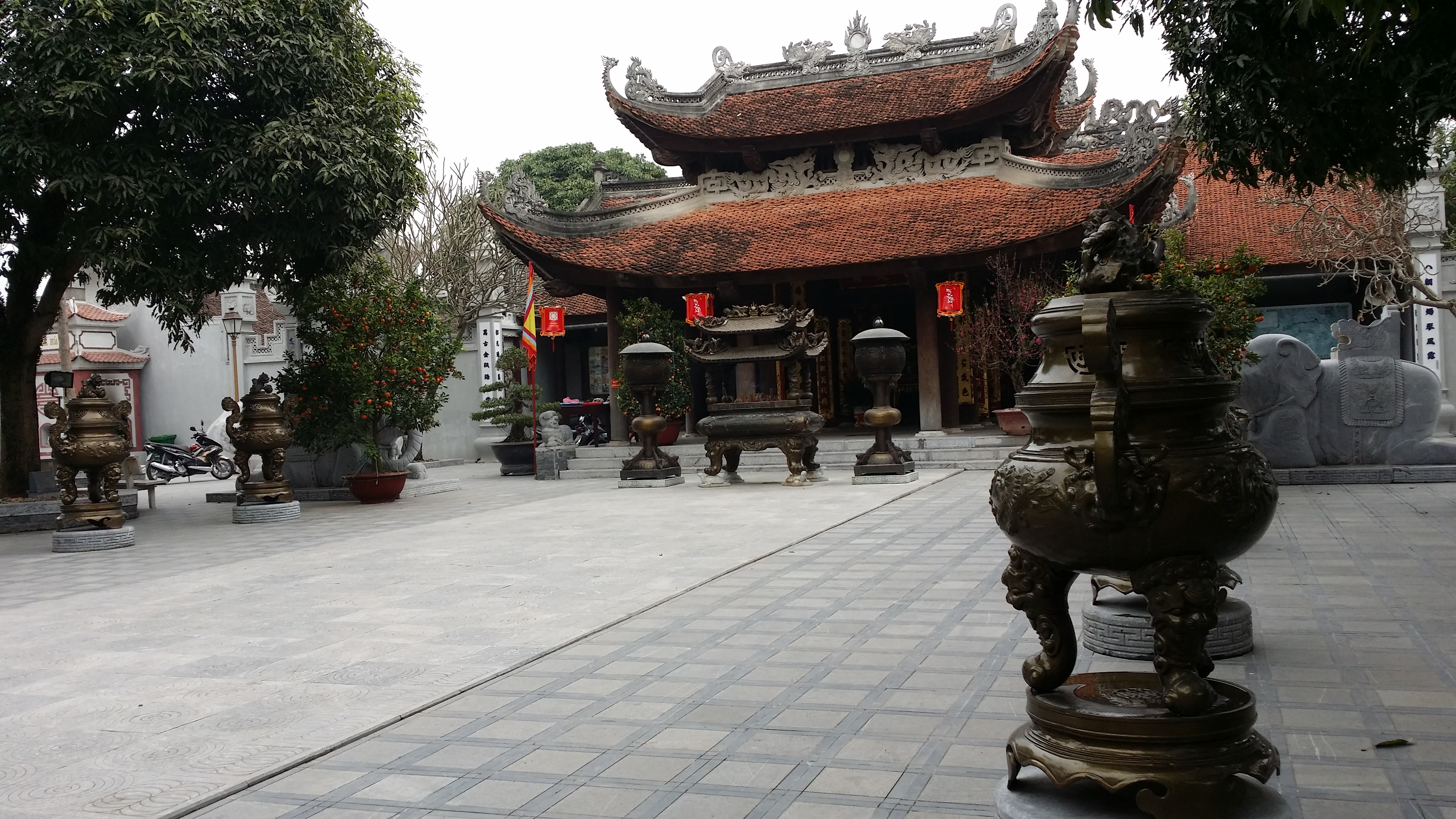
Đền Đô (Đền Lý Bát Đế)

Phường Đình Bảng nằm ở phía tây nam thành phố Từ Sơn, có vị trí địa lý:
- Phía đông giáp các phường Đông Ngàn và Tân Hồng
- Phía tây giáp thành phố Hà Nội và phường Châu Khê
- Phía nam giáp thành phố Hà Nội và phường Phù Chẩn
- Phía bắc giáp phường Trang Hạ.

Phường có diện tích 8,27 km², dân số năm 2024 là 22.407 người, mật độ dân số đạt 2.709 người/km².

## Hành chính
Phường được chia thành 16 khu phố: Tân Lập, Bà La, Thọ Môn, Phố Thượng, Phố Hạ, Long Vỹ, Xuân Đài, Chùa Dận, Thịnh Lang, Tỉnh Cầu, Ao Sen, Trung Hòa, Trầm, Đình, Cao Lâm và Đền Rồng.

## Lịch sử
Xưa làng Đình Bảng nằm ở bên sông Tiêu Tương. Dân làng sống giữa một rừng cây rậm rạp, trong rừng có nhiều cây báng nên làng có tên nôm là Kẻ Báng, tên chữ tương ứng là Dịch Bảng. Thời Bắc thuộc, làng có tên là hương (xã) Diên Uẩn, sau đổi là hương Cổ Pháp. Tên Đình Bảng được sử sách chép vào năm 1362, đời vua Trần Dụ Tông.
Nơi đây được xem là quê hương của Lý Công Uẩn, người sáng lập triều Lý.
Từ ngày 6 đến ngày 9 tháng 11 năm 1940, Ban Chấp hành Trung ương Đảng Cộng sản Đông Dương đã họp Hội nghị lần thứ VII tại nhà cụ Đám Thi (thôn Thọ Môn, làng Đình Bảng).
Sau Cách mạng Tháng Tám năm 1945, Đình Bảng là một xã thuộc huyện Từ Sơn.
Ngày 24 tháng 9 năm 2008, Chính phủ ban hành Nghị định 01/NĐ-CP. Theo đó:
- Chuyển huyện Từ Sơn thành thị xã Từ Sơn
- Điều chỉnh 15,1 ha diện tích tự nhiên của xã Đình Bảng về phường Đông Ngàn mới thành lập
- Thành lập phường Đình Bảng thuộc thị xã Từ Sơn trên cơ sở toàn bộ 830,10 ha diện tích tự nhiên và 16.771 người còn lại của xã Đình Bảng.

Ngày 1 tháng 11 năm 2021, thành lập thành phố Từ Sơn trên cơ sở toàn bộ diện tích và dân số của thị xã Từ Sơn, phường Đình Bảng thuộc thành phố Từ Sơn như hiện nay.

## Di tích
Phường Đình Bảng có hai di tích lịch sử văn hóa nổi tiếng là đình Đình Bảng (còn gọi là đình Báng) và ngôi đền thờ 8 vị vua đầu tiên của nhà Lý là Đền Đô (còn gọi là Đền Lý Bát Đế) .

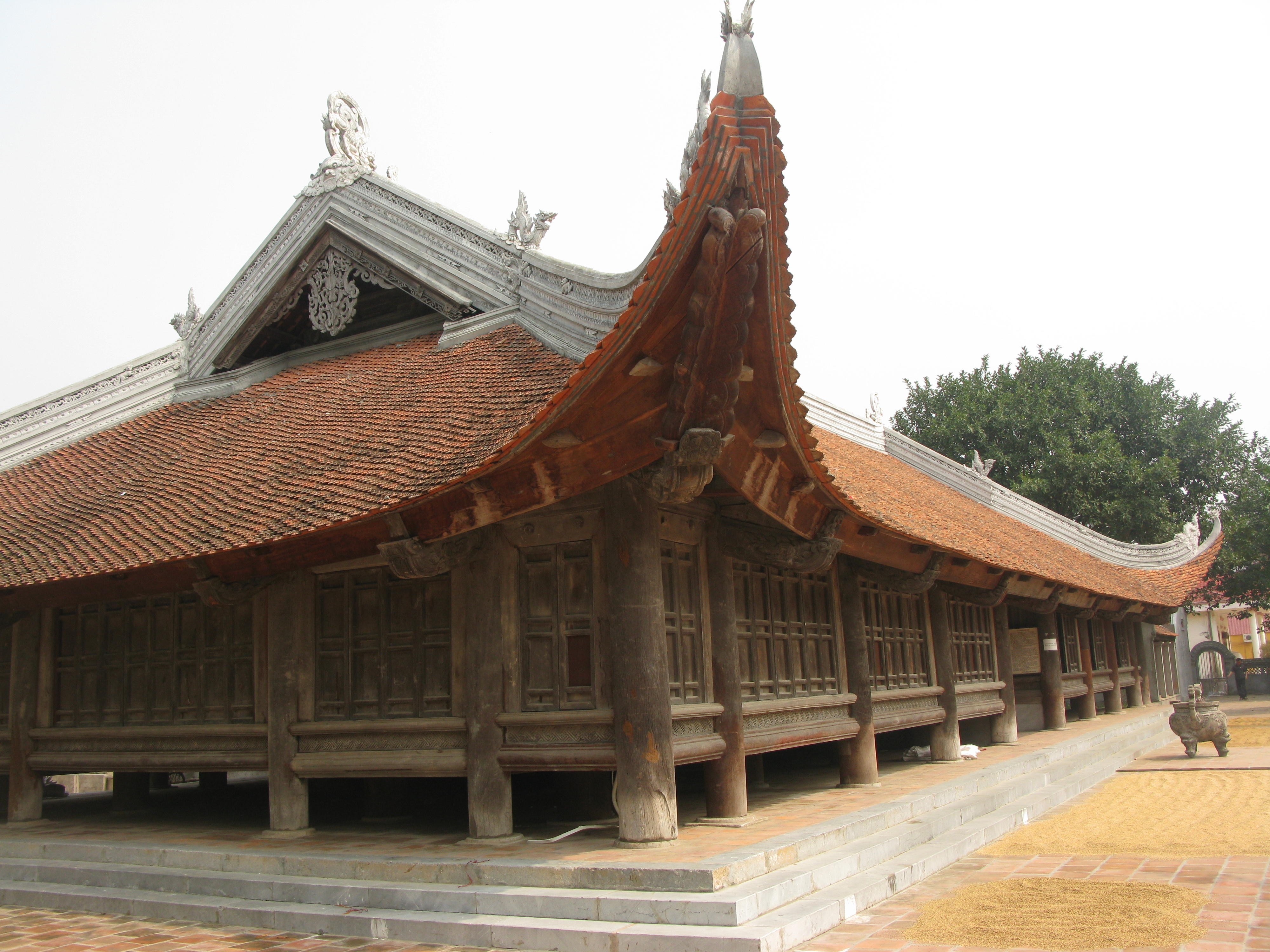
Đình Đình Bảng
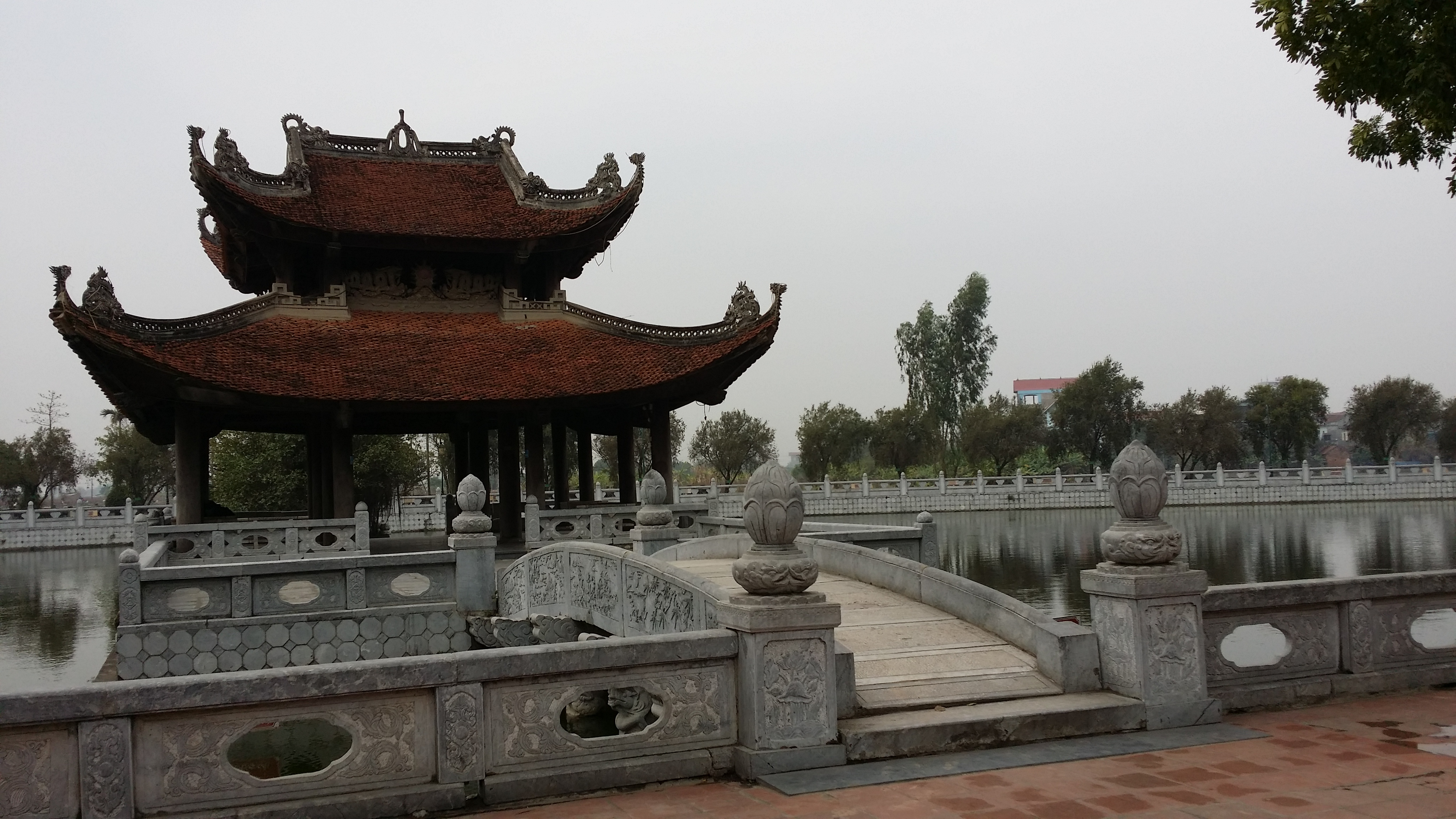
Thủy đình tại Đền Đô
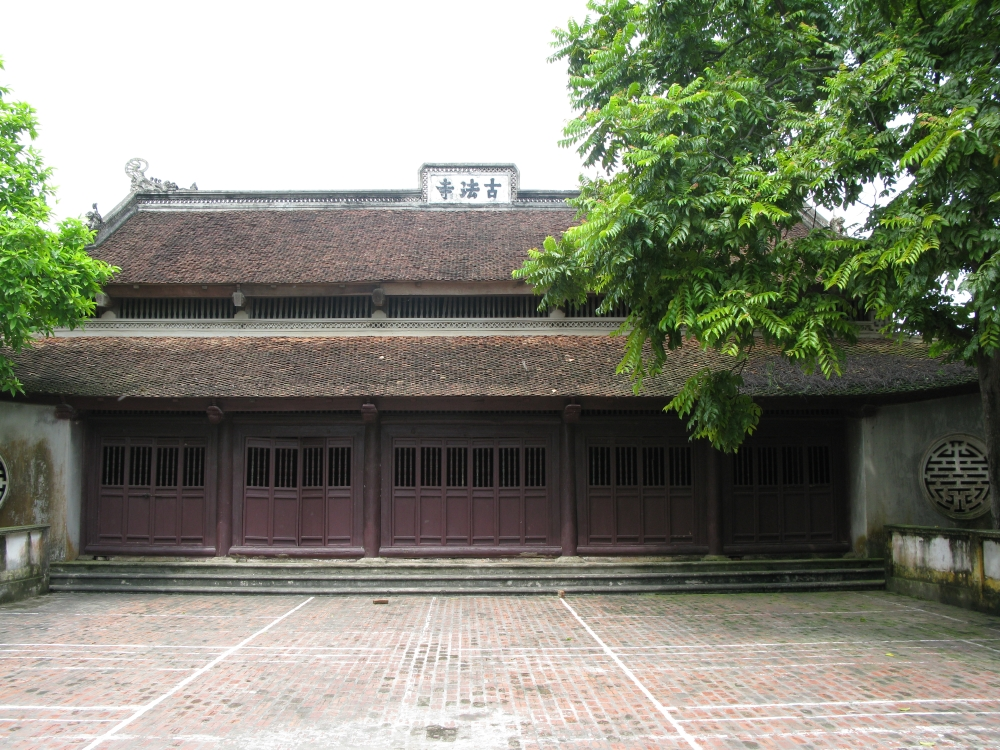
Chùa Dận
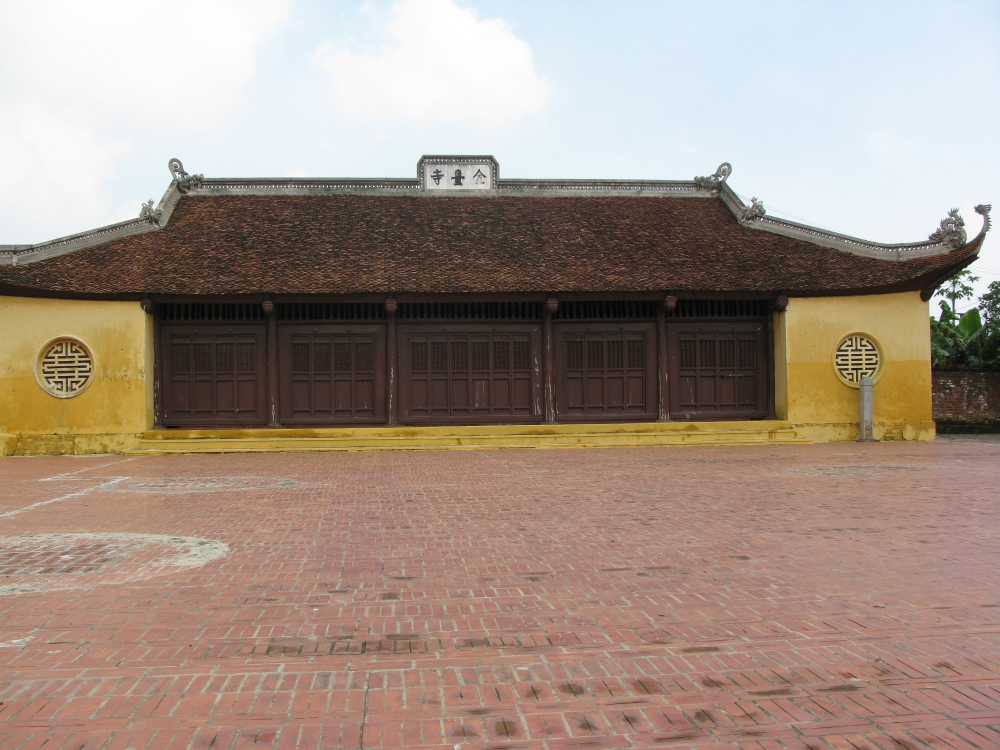
Chùa Kim Đài

## Giao thông
Các tuyến, hệ thống giao thông quan trọng đi qua địa bàn phường:
- Quốc lộ 1 cũ: đi qua phía Bắc phường (giáp ranh với địa phận Hà Nội tại lý trình km156 + 650)
- Đường cao tốc Hà Nội - Bắc Giang (chạy qua địa phận phường tại km151)
- Tỉnh lộ 277 (cắt cao tốc Hà Nội - Bắc Giang tại lý trình km17 + 700 trên cầu vượt Đại Đình)
- Tỉnh lộ 295B: kết nối với tỉnh lộ 277 đi Tiên Du, thành phố Bắc Ninh
- Hệ thống xe buýt: 10, 54, 203, 210, BN68.